# Lakkihalli, Hosadurga
Lakkihalli là một làng thuộc tehsil Hosadurga, huyện Chitradurga, bang Karnataka, Ấn Độ.